# La Meilleraye-de-Bretagne
La Meilleraye-de-Bretagne är en kommun i departementet Loire-Atlantique i regionen Pays de la Loire i nordvästra Frankrike. Kommunen ligger i kantonen Moisdon-la-Rivière som tillhör arrondissementet Châteaubriant. År 2022 hade La Meilleraye-de-Bretagne 1 587 invånare.

## Befolkningsutveckling
Antalet invånare i kommunen La Meilleraye-de-Bretagne
| Referens: INSEE |